# Every Little Move She Makes
«Every Little Move She Makes» es una canción escrita por el dúo de compositores Roger Cook y Roger Greenaway, junto con Tony Macaulay. Inicialmente, la canción fue interpretada por el grupo musical White Plains, quienes la publicaron el 19 de febrero de 1971 como sencillo a través de Deram, subsidiaria de Decca Records.

## Antecedentes

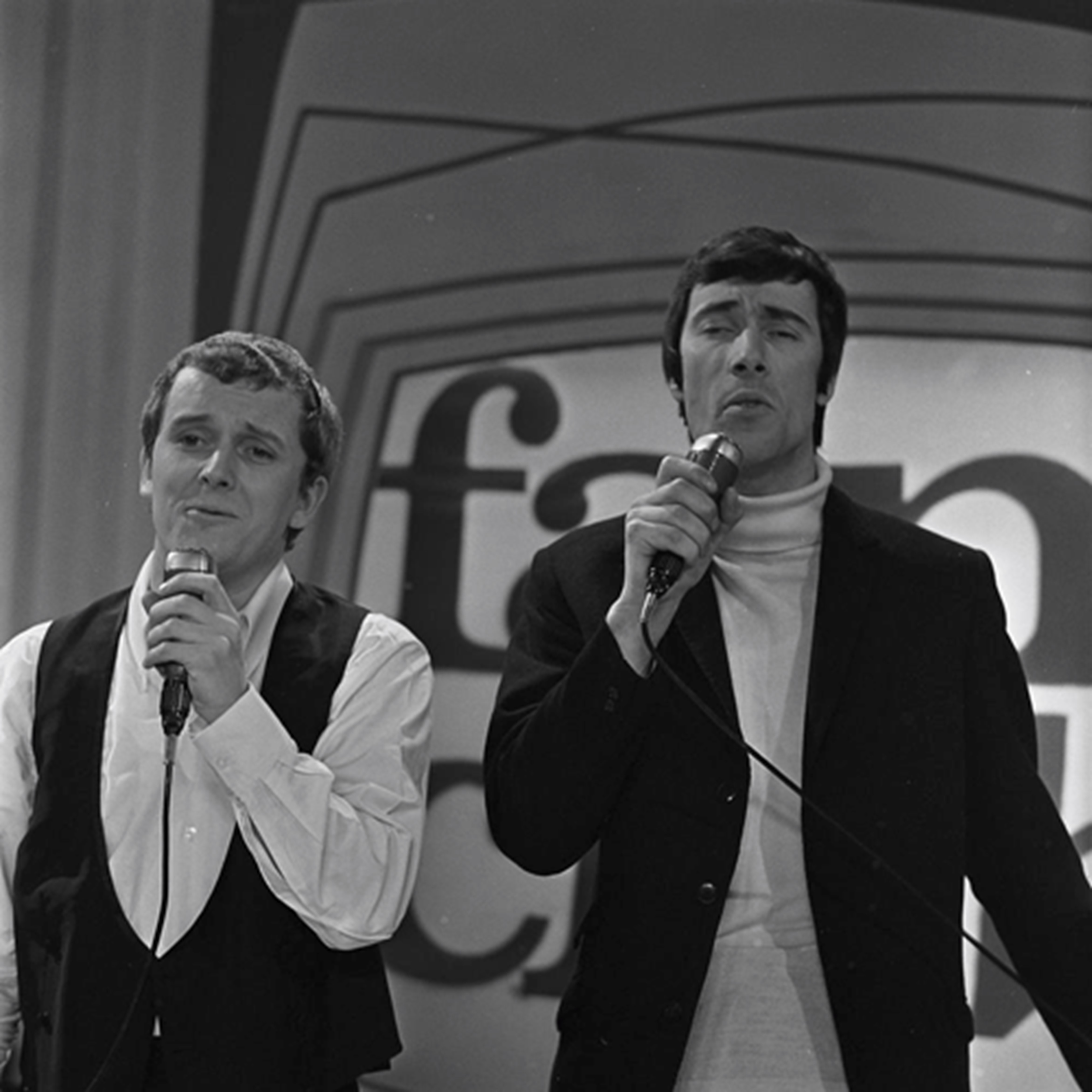
Roger Greenaway y Roger Cook, compositores de la canción, actuando en el programa de televisión holandés Fanclub.

«Every Little Move She Makes» fue escrita por el dúo de compositores Roger Cook y Roger Greenaway, junto con el compositor inglés Tony Macaulay. El exvocalista principal de Edison Lighthouse, Tony Burrows, publicó la canción como sencillo el 4 de septiembre de 1970 a través de Bell Records. El grupo musical White Plains lanzó una versión de la canción el 19 de febrero de 1971 a través de Deram, subsidiaria de Decca Records.

## Recepción de la crítica
El crítico de Classic Rock History, Brian Kachejian, describe «Every Little Move She Makes» como “una de esas gemas pop de principios de la década de 1970 con una melodía memorable”. La revista Billboard escribió: “Esta convincente balada de rock superará rápidamente la entrada inicial y ascenderá en la lista con grandes ventas”.

## Posicionamiento
| Gráfica (1971)        | Pico de posición |
| --------------------- | ---------------- |
| Suecia (Kvällstoppen) | 19               |